# Olga Eckstein
Olga Eckstein (* 26. Mai 1920 in Oer-Erkenschwick; † 9. März 2000) war eine mehrfache deutsche Meisterin im Kunst- und Turmspringen. 

## Leben
Eckstein war Mitglied im Schwimmverein SV Neptun Erkenschwick. 
Die sechsmalige Deutsche Meisterin im Turmspringen (von 1939 bis 1943 und 1947 als Olga Hoffmann) war bis 1952 in ihrem Sport aktiv. Sie arbeitete später im Betriebsratsbüro der Zeche Ewald Fortsetzung in Oer-Erkenschwick.
Am 31. März 1995 heiratete sie 75-jährig ihren langjährigen Lebensgefährten Günter Strangfeld, einen ehemaligen Boxer.
In Oer-Erkenschwick ist eine Straße nach Olga Eckstein benannt.